# Alzira
Alzira er en opera med en prolog og to akter af Giuseppe Verdi. Den italienske libretto, der bygger på skuespillet Alzire, ou les Américains af Voltaire, er skrevet af Salvatore Cammarano. Operaen blev uropført på Teatro San Carlo i Napoli den 12. august 1845.